# Yvonne Ploetz
Yvonne Ploetz (Saarbrücken, 1984. szeptember 28. –) német politikus és cselgáncsozó. Barna öves cselgáncsozó, a 70 kg-os súlycsoportban ő az első a Saar-vidéken.